# Sho Ito
Sho Ito (Kasugai, 24 juli 1988) is een Japans voetballer.

## Carrière
Sho Ito speelde tussen 2007 en 2010 voor Grenoble. Hij tekende in 2010 bij Shimizu S-Pulse.